# Herzmanns (Waltenhofen)
Herzmanns (mundartlich: Hertsmans) ist ein Gemeindeteil der Gemeinde Waltenhofen im schwäbischen Landkreis Oberallgäu. 

## Lage
Der Weiler Herzmanns liegt etwa 4,5 Kilometer südlich von Waltenhofen. Westlich führt die Trasse der Bahnstrecke Buchloe–Lindau am Ort vorbei, östlich die Bundesstraße 19.

## Ortsname
Der Ortsname stammt von einem Familiennamen ab und bedeutet Ansiedlung des Härzman bzw. Ansiedlung des Herzman.

## Geschichte
Herzmanns wurde erstmals urkundlich im Jahr 1336 mit einem Gut zum Hermantz erwähnt.  Im Jahr 1451 befanden sich die Güter im Ort in rothenfelsischen und stiftskemptischen Besitz. Herzmanns war Gemeindeteil der Gemeinde Martinszell im Allgäu. Mit ihrer Auflösung kam der Ort am 1. Januar 1978 zu Waltenhofen.